# Phycosoma amamiense
Phycosoma amamiense là một loài nhện trong họ Theridiidae.
Loài này thuộc chi Phycosoma. Phycosoma amamiense được Hajime Yoshida miêu tả năm 1985.